# Goga Bitadze
Goga Bitadze (en géorgien : გოგა ბითაძე), né le 20 juillet 1999 à Tbilissi, en Géorgie, est un joueur géorgien de basket-ball. Il évolue au poste de pivot.

## Carrière
En décembre 2018, Bitadze est prêté par Mega au KK Budućnost Podgorica, club monténégrin qui participe à l'Euroligue 2018-2019.
Bitadze réalise une très bonne saison en Euroligue (avec des moyennes de 12,1 points, 6,4 rebonds et 2,3 contres en 24 minutes de jeu) et bat le record de la meilleure évaluation moyenne d'un joueur de moins de 20 ans en Euroligue (record précédemment détenu par Luka Dončić).
En avril 2019, Bitadze annonce sa candidature à la draft 2019 de la NBA.
En mai 2019, Bitadze est nommé meilleur espoir de la saison 2018-2019 de l'Euroligue. Sur la saison, il réalise des moyennes de 12,1 points, 6,4 rebonds et 2,3 contres par rencontre. Il devance Yovel Zoosman et Georgios Papagiannis.

### Pacers de l'Indiana (2019-2023)
Bitadze est choisi en 18e position par les Pacers de l'Indiana lors de la draft 2019. Il rejoint alors la NBA mais peine à s'imposer. Il est coupé par les Pacers en février 2023.

### Magic d'Orlando (depuis 2023)
En février 2023, il s'engage jusqu'à la fin de saison prochaine en faveur du Magic d'Orlando.
Début juillet 2024, il prolonge son contrat avec le Magic pour 25 millions de dollars sur 3 ans.

## Palmarès
- MVP de la Ligue adriatique 2018-2019[7]
- Meilleur espoir de la Ligue adriatique 2018-2019[8]
- Meilleur espoir de l'Euroligue 2018-2019

## Statistiques

### Professionnelles

#### Saison régulière NBA
| Saison    | Équipe   | Matchs | Titul. | Min./m | % Tir | % 3pts | % LF | Rbds/m. | Pass/m. | Int/m. | Ctr/m. | Pts/m. |
| --------- | -------- | ------ | ------ | ------ | ----- | ------ | ---- | ------- | ------- | ------ | ------ | ------ |
| 2019-2020 | Indiana  | 54     | 2      | 8,7    | 46,7  | 19,0   | 72,7 | 1,96    | 0,43    | 0,19   | 0,69   | 3,19   |
| 2020-2021 | Indiana  | 45     | 3      | 12,5   | 42,8  | 25,3   | 73,8 | 3,33    | 0,82    | 0,20   | 1,33   | 5,13   |
| 2021-2022 | Indiana  | 50     | 16     | 14,6   | 52,0  | 28,8   | 68,1 | 3,54    | 1,10    | 0,42   | 0,84   | 6,98   |
| 2022-2023 | Indiana  | 21     | 0      | 9,6    | 51,9  | 28,6   | 45,8 | 2,33    | 0,86    | 0,43   | 0,48   | 3,29   |
| 2022-2023 | Orlando  | 17     | 1      | 15,0   | 57,5  | 16,7   | 66,7 | 5,18    | 1,24    | 0,41   | 0,94   | 5,76   |
| 2023-2024 | Orlando  | 62     | 33     | 15,4   | 60,3  | 14,3   | 65,5 | 4,61    | 1,27    | 0,52   | 1,16   | 5,02   |
| 2024-2025 | Orlando  | 70     | 42     | 20,4   | 61,1  | 10,7   | 63,9 | 6,61    | 1,96    | 0,70   | 1,40   | 7,17   |
| Carrière  | Carrière | 319    | 97     | 14,4   | 54,1  | 23,0   | 66,2 | 4,13    | 1,16    | 0,43   | 1,05   | 5,43   |

#### Playoffs NBA
| Saison   | Équipe   | Matchs | Titul. | Min./m | % Tir | % 3pts | % LF | Rbds/m. | Pass/m. | Int/m. | Ctr/m. | Pts/m. |
| -------- | -------- | ------ | ------ | ------ | ----- | ------ | ---- | ------- | ------- | ------ | ------ | ------ |
| 2024     | Orlando  | 2      | 0      | 4,9    | 0,0   | 0,0    | 0,0  | 1,50    | 1,00    | 0,00   | 0,00   | 0,00   |
| 2025     | Orlando  | 3      | 0      | 3,8    | 100,0 | 0,0    | 0,0  | 1,00    | 0,33    | 0,00   | 0,33   | 0,67   |
| Carrière | Carrière | 5      | 0      | 4,2    | 33,3  | 0,0    | 0,0  | 1,20    | 0,60    | 0,00   | 0,20   | 0,40   |

## Records sur une rencontre en NBA
Les records personnels de Goga Bitadze en NBA sont les suivants, :
| Type de statistique        | Saison régulière | Saison régulière       | Saison régulière |
| Type de statistique        | Record           | Adversaire             | Date             |
| -------------------------- | ---------------- | ---------------------- | ---------------- |
| Points                     | 23               | @ Rockets de Houston   | 18 mars 2022     |
| Paniers marqués            | 9                | 2 fois                 | 2 fois           |
| Paniers tentés             | 15               | @ Suns de Phoenix      | 8 décembre 2024  |
| Paniers à 3 points réussis | 3                | 3 fois                 | 3 fois           |
| Paniers à 3 points tentés  | 5                | Nuggets de Denver      | 30 mars 2022     |
| Lancers francs réussis     | 8                | @ Grizzlies de Memphis | 24 mars 2022     |
| Lancers francs tentés      | 11               | @ Grizzlies de Memphis | 24 mars 2022     |
| Rebonds offensifs          | 9                | @ Suns de Phoenix      | 8 décembre 2024  |
| Rebonds défensifs          | 10               | @ Nets de Brooklyn     | 7 avril 2023     |
| Rebonds totaux             | 16               | @ Suns de Phoenix      | 8 décembre 2024  |
| Passes décisives           | 6                | Bulls de Chicago       | 6 avril 2021     |
| Interceptions              | 3                | @ Rockets de Houston   | 18 mars 2022     |
| Contres                    | 5                | 3 fois                 | 3 fois           |
| Balles perdues             | 3                | 10 fois                | 10 fois          |
| Minutes jouées             | 35               | @ Suns de Phoenix      | 22 janvier 2022  |

- Double-double : 25
- Triple-double : 0

Dernière mise à jour : 29 mars 2025